# Gmina Værløse
Gmina Værløse (duń. Værløse Kommune) była w latach 1970-2006 (włącznie) jedną z gmin w Danii w okręgu Kopenhagi (Københavns Amt). 
Siedzibą władz gminy było miasto Værløse. 
Gmina Værløse została utworzona 1 kwietnia 1970 na mocy reformy podziału administracyjnego Danii. Po kolejnej reformie w 2007 r. weszła w skład gminy Furesø.

## Dane liczbowe
- Liczba ludności: (♀ 9171 + ♂ 9478) = 18 649
  - wiek 0-6: 9,6%
  - wiek 7-16: 14,8%
  - wiek 17-66: 61,2%
  - wiek 67+: 14,4%
- zagęszczenie ludności: 565,1 osób/km²
- bezrobocie: 2,9% osób w wieku 17-66 lat
- cudzoziemcy z UE, Skandynawii i USA: 164 na 10 000 osób
- cudzoziemcy z krajów Trzeciego Świata: 253 na 10 000 osób
- liczba szkół podstawowych: 5 (liczba klas: 124)